# Dölle Ödön
Dölle Ödön (Nagykikinda, 1845 körül – Kassa, 1873. július 26.) tanítóképzői igazgató-tanár.

## Élete
Tíz évet töltött a tanári pályán Pesten, Szatmárt és Kassán, ahol a tanítóképző intézet igazgató-tanára és egy felsőbb polgári leányiskola tulajdonosa volt. Kolerában halt meg élete 28., második házassága első évében. Felesége Lesniewicz Karolin volt. Örök nyugalomra helyezték 1873. július 27-én délután a kálváriai sírkertben katolikus szertartás szerint.

## Munkái
- Rajzolás az elemi iskolában tanítók és tanítójelöltek számára. 483 kőre metszett ábrával. Pest, 1864. (2. kiad. Uo. 1866.; ugyanaz 3 füzetben. Uo. 1868. 3. kiadás 52 táblával. Uo. 1871. Ugyanez: Rajzolási vezérfonal cz. Bpest, 1873–78. Hat füzetben 184 tábla rajzzal. Németűl. Pest, 1869.)
- Elméleti és gyakorlati német nyelvtan a főelemi tanoda számára. Uo. 1869.
- A Magyar Szent Korona Országainak földrajza. 122 fametszettel. Uo. 1869.
- A nevelészet története. Uo. 1871. (Ism. Volksschullehrerblatt 52. sz.)
- Zsebkönyv tanárok és tanítók számára. Uo. 1872.
- Rajztanítási vezérkönyv tanítók számára. 184 táblával. Uo. 1872. (Ism. Volkschullehrerblatt 1873. 53. sz.)
- A gyakorló iskola. Rendszeres kalauz a népiskola tantárgyainak kezelésére. Bpest, 1873. (Ism. Volksschullehrerblatt 53. sz.)
- Lesebuch für die I–IV. Classe der kath. Volksschule. Uo. 1881. (4. kiad. Bárány Ignácz után D. Ö. és Krause János. 9. kiadás. Uo. 1889.)